# Heliconius ethra
Heliconius ethra är en fjärilsart som beskrevs av Jacob Hübner 1825. Heliconius ethra ingår i släktet Heliconius och familjen praktfjärilar. Inga underarter finns listade i Catalogue of Life.